# 1939 na televisão

## Eventos
- 1 de julho: É fundada a rede televisiva da CBS nos  Estados Unidos

## Nascimentos
| Data           | Nome             | Profissão                       | Nacionalidade  | Observações | Ref   |
| -------------- | ---------------- | ------------------------------- | -------------- | ----------- | ----- |
| 9 de janeiro   | Catarina Avelar  | atriz                           | Portugal       |             |       |
| 13 de janeiro  | Afonso Praça     | jornalista e escritor           | Portugal       | m. 2001     | [ 1 ] |
| 8 de fevereiro | Jonas Bloch      | ator, dublador, diretor e autor | Brasil         |             |       |
| 12 de março    | Neville George   | ator, dublador e locutor        | Brasil         | m. 2002     |       |
| 5 de Abril     | Octávio de Matos | ator e comediante               | Portugal       | m. 2019     | [ 2 ] |
| 22 de abril    | Sérgio Mamberti  | ator                            | Brasil         | m. 2021     | [ 3 ] |
| 4 de maio      | Paul Gleason     | ator                            | Estados Unidos | m. 2006     | [ 4 ] |
| 25 de maio     | Dixie Carter     | atriz                           | Estados Unidos | m. 2010     | [ 5 ] |
| 29 de maio     | Emílio di Biasi  | ator e diretor de teatro        | Brasil         | m. 2020     | [ 6 ] |
| 10 de junho    | Vítor Espadinha  | músico e ator                   | Portugal       |             |       |
| 6 de julho     | Thelma Reston    | atriz                           | Brasil         | m. 2012     | [ 7 ] |
| 14 de setembro | Joana Fomm       | atriz                           | Brasil         |             |       |
| 26 de setembro | Marcos Plonka    | ator e humorista                | Brasil         | m. 2011     | [ 8 ] |
| 2 de outubro   | Norma Blum       | atriz                           | Brasil         |             |       |
| 12 de outubro  | Fulvio Stefanini | ator                            | Brasil         |             |       |
| 16 de outubro  | Suely Franco     | atriz                           | Brasil         |             |       |
| 27 de outubro  | John Cleese      | ator e comediante               | Inglaterra     |             |       |
| 23 de novembro | Maria Gladys     | atriz                           | Brasil         |             |       |
| 27 de novembro | Pedro Pinheiro   | ator                            | Portugal       | m. 2008     | [ 9 ] |

## Mortes
| Data | Nome | Profissão | Nacionalidade | Observações | Ref |
| ---- | ---- | --------- | ------------- | ----------- | --- |